# Vaccinium truncatocalyx
Vaccinium truncatocalyx är en ljungväxtart som beskrevs av Woon Young Chun, Wen Pei Fang och Z.H. Pan. Vaccinium truncatocalyx ingår i Blåbärssläktet, och familjen ljungväxter. Inga underarter finns listade i Catalogue of Life.